# Communications Chemistry
Communications Chemistry — рецензований науковий журнал із відкритим доступом у галузі хімії, хімічних наук та усіх наук, які досліджують питання, проблеми та виклики сучасної хімії.
Communications Chemistry видається Nature Portfolio (Springer Nature) з 2018 року.

## Цілі та сфера застосування
Communications Chemistry — це онлайн-журнал з відкритим доступом, що публікує високоякісні, відібрані редакцією та рецензовані високоякісні дослідження, огляди та коментарі в усіх галузях хімічних наук.
Сфера охоплює, але не обмежується основними предметними областями аналітичної, неорганічної, органічної, фізичної хімії та хімії матеріалів, і охоплює широкий спектр хімічних досліджень, включаючи такі галузі:
- хімічна біологія
- каталіз
- обчислювальна хімія
- матеріали в енергетиці
- екологічна хімія
- хімія навколишнього середовища
- медична хімія
- хімія полімерів
- супрамолекулярна хімія
- нанохімія та нанонаука
- та хімія поверхні.

Журнал також розглядає праці з суміжних галузей досліджень, де основний прогрес дослідження становить інтерес для хіміків, наприклад, біохімія, хімічна інженерія, матеріалознавство та нанонаука.
Журнал входить до сімейств журналів Communications бренда Nature, з першим і одним з найцитованіших в світі — Nature Communications, разом з Communications Biology, Communications Medicine, Communications Engineering,Communications Materials, Communication Physics, Communications Earth & Environment та Communications Psychology.

## Редакційна колегія
Процесами подання та рецензування керують внутрішні професійні редактори за підтримки членів редакційної колегії, які надають технічні знання в усіх сферах хімічних наук.
Станом на 2023 рік, редакційна колегія складається з 25 науковців хімічних наук з академічних закладів з усього світу.

## Реферування та індексування
Журнал реферується та індексується:
- Current Contents/Physical, Chemical and Earth Sciences
- Journal Citation Reports/Science Edition
- Science Citation Index
- Scopus

Відповідно до Journal Citation Reports, імпакт-фактор журналу 2021 року становить 7,211, що ставить його на 43 місце серед 179 журналів у категорії «Мультидисциплінарна хімія».